# Roosje Vos

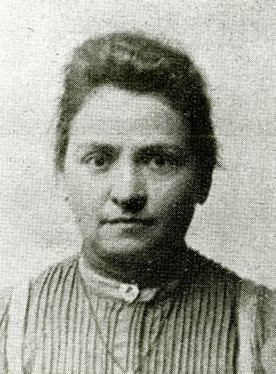
Roosje Vos um 1900

Roosje Vos (* 15. August 1860 in Amsterdam; † 22. Juli 1932 in Groningen) war eine niederländische Gewerkschaftsführerin, Feministin und Politikerin. Sie nutzte das Pseudonym Ervé.

## Leben
Roosje Vos wurde am 15. August 1860 in Amsterdam als fünftes Kind des Schuhmachers Jacob Marcus Vos (1822–1866) und der Putzfrau und Bäckerin Schoontje Jacob Fransman (1819–1895) in eine jüdische Familie geboren. Sie heiratete am 21. Juli 1903 in Stedum den Lehrer Melle Gerbens Stel (1860–1927). Die Ehe blieb kinderlos.
Ihr Vater starb, als sie sechs Jahre alt war und im Alter von vierzehn Jahren wurde sie im niederländischen israelitischen Mädchenwaisenhaus in der Rapenburgstraat in Amsterdam aufgenommen. Dort erhielt sie eine orthodoxe Erziehung und machte eine Ausbildung zur Feinleinennäherin. Ihre Zeit im Waisenhaus bezeichnete sie später als ein „isoliertes Leben“. Mit 23 Jahren verließ sie das Waisenhaus und arbeitete als Hausnäherin. Sie lebte gemeinsam mit zwei Schwestern in Amsterdam.

## Engagement und politischer Einsatz
Nachdem sie 1897 an einem Treffen der Freien Frauenbewegung „nur für Frauen und Mädchen, die mit der Nadel umgehen“ teilgenommen hatte, lernte sie Wilhelmina Drucker, die dort sprach, kennen. Drucker schlug die Gründung einer eigenen Frauengewerkschaft und eines Ausschusses vor. Dem vorläufigen Vorstand gehörten drei Näherinnen an, den Vorsitz übernahm Frau Horn, Schriftführerin Frau Kommers und Schatzmeisterin wurde Roosje Vos. Diese Frauengewerkschaft war die erste in den Niederlanden.
Am 30. März 1987 fand die Gründungsversammlung der Naaistersbond Allen Eén statt. Die Vorsitzende Horn war von der großen Beteiligung auf dieser Versammlung so überwältigt, dass sie nicht reden konnte und Roosje Vos ergriff statt ihrer das Wort. Sie erwies sich als hervorragende Rednerin und übernahm die Position Horns und somit den Vorsitz der Näherinnengewerkschaft. Vos wollte mit ihrer Näherinnengewerkschaft zeigen, dass Frauen auf eigenen Beinen stehen können und lehnte zunächst ein Kooperationsangebot des Schneiderbundes ab. Für die erste Ausgabe der Zeitschrift De Naaisterbode, die am 10. Oktober 1898 erschien, schrieb Vos einen Artikel unter dem Pseudonym Ervé. Auch schrieb sie das Theaterstück „Die Schneiderin der Vergangenheit, Gegenwart und Zukunft“. Auf ihre berufliche Karriere wirkten sich ihre Gewerkschaftsaktivitäten negativ aus. Vos wurde mehrfach entlassen und hatte Schwierigkeiten, neue Arbeit zu finden. Schließlich wurde ihr Pseudonym zu einem offenen Geheimnis.
Für die Landesausstellung für Frauenarbeit im Jahr 1898, an der Vos auf eigene Initiative teilnahm entwarf sie die „Horrortabelle“. In der waren die geleisteten Arbeitsstunden für ein ausgestelltes Kleidungsstück gelistet und der verdiente Lohn. Zusammen mit Sani Prijes gründete sie 1899 den Algemeene Nederlandse Naaisterbond. Im ganzen Land wurden Gruppen eingerichtet, in denen Vos und Prijes Vorträge hielten. Auch war Roosje Vos an der Gründung des Amsterdamsche Bestuurdersbond beteiligt und wurde zum Mitglied der Arbeiterkammer gewählt. Diese Position durfte sie jedoch nicht antreten, da sie keine Anstellung hatte. Noch im selben Jahr beschlossen Prijes und Vos die Genossenschaft „Collaborating Linen Seamstresses“ zu gründen. In ihr fanden entlassene Näherinnen Arbeit. Zur Fusion der Näherinnengewerkschaft mit der Schneidergewerkschaft kam es im Jahr 1901 und die Zeitschrift wurde in De Naaisters-en Kleermakersbode umbenannt. Ab 1902 war Vos für die Redaktion der Zeitschrift verantwortlich. In der Zeit zwischen 1900 und 1903 war Roosje Vos landesweit aktiv. Sie sprach auf einer nationalen Tagung zum Unfallrecht in Den Haag 1900 und war 1903 Vertreterin des nationalen Verteidigungsausschusses in Apeldoorn während einer Streikaktion. Sie setzte sich 1901 für den Acht-Stunden-Tag und für das Frauenwahlrecht ein.
Nach ihrer Hochzeit mit Melle Gerbens Stel im Jahr 1903, den sie durch die Arbeiterbewegung kennengelernt hatte, zog sie nach Westeremden in Groningen. Anfänglich reiste sie regelmäßig nach Amsterdam, um weiterhin die Zeitschrift herauszugeben. Das änderte sich 1905. In Westeremden wurde das Ehepaar Stel zum Mittelpunkt der SDAP-Abteilung. Dank ihrer Schwägerin Sytske, die sich um die Hausarbeit im Haus Stel kümmerte, konnte Roosje Stel weiterhin politisch aktiv sein. Sie arbeitete zusammen mit Mathilde Wibaut und Carry Pothuis-Smit für den sozialdemokratischen Frauenpropagandaclub und nahm auch an Parteitagen teil. Als es zu innerparteilichen Auseinandersetzungen in den folgenden Jahren kam, stand sie auf der Seite der Marxisten. Auf der Deventer-Konferenz 1909 solidarisierte sie sich mit den Herausgebern von De Tribune. Sie schloss sich mit ihrer Gruppe der Sozialdemokratischen Partei an und kandidierte 1918 kandidierte als Nummer vier für die Parlamentswahlen. Stel verfasste eine Broschüre über die Aufgabe der Frauen im Kampf für den Kommunismus und sie schrieb mehrere Beiträge für De Proletarian Vrouw und De Tribune. 1918 wurde die Partei in Kommunistische Partei Holland umbenannt. Im Jahr 1919 wurde Roosje Stel zum Mitglied des Provinzrates von Groningen gewählt. Nach Groningen zog sie mit ihrem Mann 1922. Die Position im Provinzrat hatte sie bis 1927 inne, in dem Jahr starb auch ihr Mann. Auch danach blieb sie weiter politisch aktiv und fuhr mit dem Fahrrad durch die Dörfer, um Reden zu halten.
Roosje Stel starb am 22. Juli 1932 in Groningen an einem Herzinfarkt. In den Städten Groningen, Amsterdam, Eindhoven, Alkmar, Vlissingen und Heemstede wurden Straßen nach Roosje Vos benannt. Das 2004 veröffentlichte Kinderbuch von Els Launspach „Verbotene Freundschaft“ beschäftigt sich mit dem Näherinnenverein von Roosje Vos und in Appingedam gibt es die Stiftung Scholengemeenschap Roosje Vos.